# Cerophytum convexicolle
Cerophytum convexicolle är en skalbaggsart som beskrevs av Leconte 1866. Cerophytum convexicolle ingår i släktet Cerophytum och familjen Cerophytidae. Inga underarter finns listade i Catalogue of Life.